# 3000米障碍赛
3000米障碍赛是一个田径竞赛项目，起源于19世纪的英国。当初是野外进行的，以树枝、河沟等作为主要障碍，19世纪中叶变更到跑道上举行。 障碍物包括水池和障碍架，运动员可跨越障碍架，也可踏上障碍架再跳下，或用手撑越。